# NGC 1140
NGC 1140 (również PGC 10966 lub MCG -2-8-19) – karłowata galaktyka nieregularna (IBm pec?), znajdująca się w gwiazdozbiorze Erydanu. Odkrył ją William Herschel 22 listopada 1785 roku. Jest galaktyką gwiazdotwórczą zaliczaną do niebieskich zwartych galaktyk karłowatych (Blue Compact Dwarf, BCD). Znajduje się w odległości około 65 milionów lat świetlnych od Ziemi.